# Панайотіс Фасулас
Панайо́тіс Фасу́лас (грец. Παναγιώτης Φασούλας; народився 12 травня 1963; Салоніки, Греція) — грецький політик, у минулому професіональний баскетболіст. Фасулас був обраний «Портленд Трейл-Блейзерс» у другому раунді драфту 1986 під 37 номером, проте не зіграв в НБА жодного матчу.
На професіональному рівні виступав за ПАОК і «Олімпіакос», у складі останнього виграв Євролігу в 1997 році. Виступав за національну збірну Греції, був стартовим центровим на переможному для Греції домашньому ЄвроБаскеті 1987 року, також завоював срібло на ЄвроБаскеті 1989. На студентському рівні Фасулас грав за команду Університету штату Північної Кароліни під керівництвом легендарного тренера Джима Вальвано. Фасулас був включений до Зали слави грецького баскетболу.
Після завершення спортивної кар'єри Фасулас зайнявся політикою, приєднався до політичної партії ПАСОК. Він допоміг в організації літніх Олімпійських ігор в Афінах в 2004 році. 
15 жовтня 2006 року Фасулас був обраний на посаду мера Пірея.